# Palazzo Romanini
Palazzo Romanini é um palácio renascentista localizado no número 73 da Via del Governo Vecchio, no rione Parione de Roma. Este palácio foi construído no século XVI para os Floridi e depois foi comprado pelos Romanini. Ele se apresentava originalmente num piso térreo, no qual se abre um belo portal arqueado que dá acesso a um pátio interno com um pórtico, e um mezzanino. Os três pisos da fachada moderna são resultado de uma reforma, com janelas arquitravadas nos primeiros dois e emolduradas no terceiro. No alto, um beiral com mísulas decorado com lírios e prótromos leoninos.